# David Alan Grier
David Alan Grier (Detroit, 30 de junho de 1956) é um ator, cantor e comediante americano, famoso por participar da série de comédia In Living Color.
Atuou também em vários filmes como A Soldier's Story, Amazon Women on the Moon, I'm Gonna Git You Sucka, Boomerang, Blankman, Jumanji, Stuart Little, Bewitched, Little Man, além de alguns episódios de My Wife and Kids, e como ele mesmo em Kenan and Kel. Em 2011, participou  do 4º episódio da 6ª temporada de Bones, da Fox.